# B1 Centauro
B1 Centauro je italský osmikolový stíhač tanků vyvinutý v 80. letech 20. století konsorciem Società Consortile Iveco Fiat - OTO Melara (CIO). Jeho hlavním uživatelem se roku 1991 stala italská armáda. Následně byl i exportován. Na základě vozidla Centauro vznikly i další typy obrněných vozidel, včetně bojového vozidla pěchoty VBM Freccia.

## Vývoj

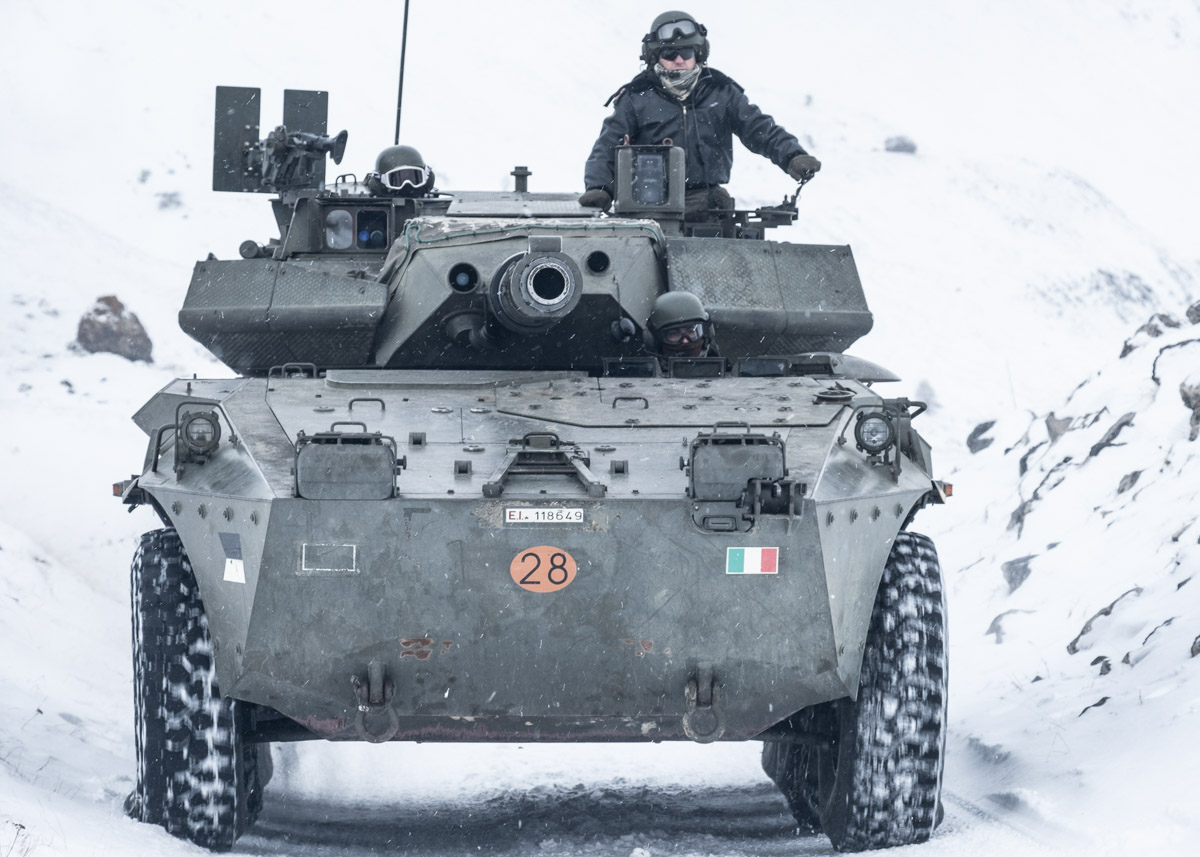
B1 Centauro

B1 Centauro byl navržen italskými společnostmi OTO Melara a Iveco jako náhrada za dosluhující tanky americké výroby M47 Patton, které by pomáhalo chránit pobřeží Jaderského moře a některé specifické oblasti vnitrozemí, kde hrozily akce výsadkářů Varšavské smlouvy. Byla požadováno výzbroj srovnatelná s německým tankem Leopard 1, jen průchodivost terénem se měla nacházet na vyšší úrovni. Po úspěšných zkouškách byla zahájena sériová výroba, která dala vzniknout zhruba 400 obrněnců. Dodávky probíhaly v letech 1991 – 2006.
V roce 2023 společnosti Leonardo a Iveco získaly objednávku na 98 vozidel přímé palebné podpory Centauro II se 120mm kanonem pro brazilskou armádu. Ve službě nahradí typ EE-9 Cascavel. Neuspělo americké vozidlo General Dynamics Land Systems LAV 700 AG a čínské NORINCO ST1-BR. Italskému konsorciu pomohl dřívější úspěch obrněného transportéru VBTP-MR Guarani, se kterým Centauro II sdílí přibližně čtvrtinu komponentů. Obě vozidla má kompletovat stejný brazilský závod.

## Design

### Výzbroj

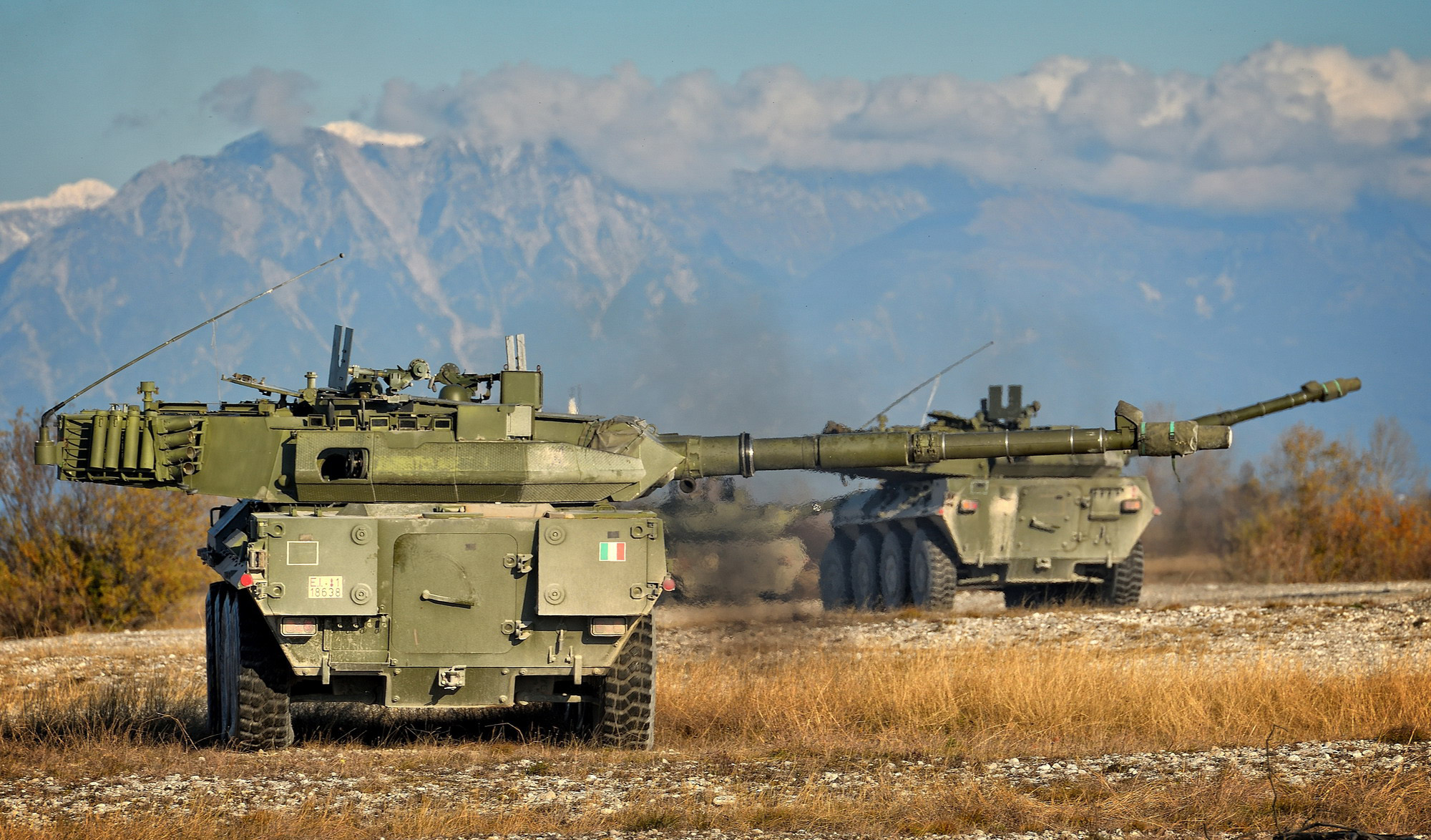
Dvojice vozidel B1 Centauro

Hlavní zbraní stíhače tanků je 105mm kanón o délce 52 násobků své ráže. Doplňují jej 2 kulomety, nejčastěji MG3, respektive jeho italská varianta MG 42/59. Pro dělo se převáží 40 kusů munice, pro kulomet 4000 kusů. Obrněnec disponuje - podobně jako tank Ariete - systémem řízení palby TURMS.

### Pancéřování
Vozidlo je na čele chráněno pancířem, jenž by měl odolat střelám ze zbraní do ráže 25 mm (možno navýšit na 30 mm), na bocích jej chrání pancíř odolný palbě ze zbraní do kalibru 14,5 mm. Obrněnec disponuje ochranným systémem proti chemickým, biologickým, radiologickým a nukleárním hrozbám, a laserovým výstražným systémem.

## Nasazení
Vozidla byla prvně nasazena v roce 1993 v Somálsku v rámci akce Restore Hope. Vozidla se následně dostalo do misí v zemích bývalé Jugoslávie v rámci misí IFOR, SFOR a KFOR a zatím jejich posledním působištěm se stal Irák.

## Varianty
- B1 Centauro – základní verze

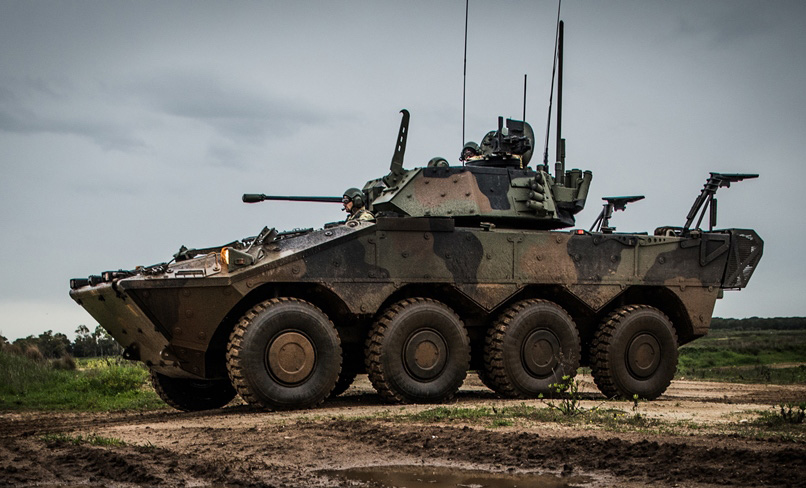
VBM Freccia

- B1 Centauro 120 mm – varianta se 120mm dělem o délce 45 násobků jeho ráže; používána Ománem
- Centauro 76/62 Draco – verze s protiletadlovým dělem ráže 76 mm
- Centauro II MGS 120/105 – v roce 2016 výrobce představil novou variantu se 120mm dělem; plánováno 136 kusů, zatím objednáno prvních 10
- VBM Freccia – kolové bojové vozidlo pěchoty na podvozku B1 Centauro

## Uživatelé
- Itálie - 259 B1 Centauro v aktivní službě; v červenci 2018 bylo objednáno 10 zcela nových Centauro II
- Jordánsko - 141 vozidel z přebytků italské armády
- Omán - 9 obrněnců ve verzi s dělem 120 mm
- Španělsko - 84 obrněnců

### Budoucí
- Brazílie – 98 kolových vozidel přímé palebné podpory Centauro II se 120mm kanonem.